# 安見宗房
安見 宗房（やすみ むねふさ）は、戦国時代の武将。政長流畠山氏（畠山尾州家）の家臣。河内国飯盛城主。諱は直政ともいわれたが、一次史料で確認できる名は宗房である。

## 生涯

### 出自と初期の活動
宗房は初め「ヲチカタ殿」の中間だったといい、「ヲチカタ殿」は大和国の越智氏や河内国錦部郡の彼方氏と推測される。安見氏については、天文年間まで史料に見えず、戦国期に山城・河内・大和の国境付近を地盤としたことまでしか確かなことは分からない。
宗房が史料に現れ始めるのは天文15年（1546年）のことで、この年の9月、大和国人の鷹山弘頼と共に細川氏綱方の畠山軍として出陣している。10月には弘頼と共に、畠山氏に対して「城州上三郡四分一職」や「城州上三郡守護代」職を望んでおり、この頃すでに南山城地域の侍衆は宗房や弘頼を守護代として認識していたという。この地域は元々木沢長政の勢力下にあり、宗房・弘頼は長政の被官だったと推測される。宗房らは天文10年（1541年）から11年（1542年）の木沢長政の乱の際に細川晴元の麾下となり、その後畠山氏の重臣である河内守護代・遊佐長教の内衆になった、あるいは木沢長政から離れた際に細川晴元方にいた遊佐長教の麾下に入ったと考えられる。

### 畠山家の内紛と三好長慶との戦い
天文20年（1551年）5月5日、遊佐長教が暗殺された。河内下郡代として飯盛城に在城する宗房は、長教を殺害したとの風聞のあった高屋城の上郡代・萱振賢継と対立する。長教の婿である三好長慶が仲裁に入って、宗房の息子と賢継の娘を婚姻させたが、天文21年（1552年）2月21日、宗房は賢継を飯盛城に招いて殺害し、高屋城に乗り込んで賢継に同心した者たちを打ち殺した。賢継が擁立しようとした長教の弟の根来寺松坊（杉坊か）も三好長慶により殺害された。宗房は丹下盛知や走井盛秀と共に遊佐一族である遊佐太藤を長教の後継者とし、天文21年（1552年）9月には、丹下盛知の主導で畠山高政が畠山氏の家督を継承している。また、萱振氏と共に粛清された野尻氏は北河内の有力国人であり、その乗っ取りを図った宗房は子を野尻氏の養子とし、野尻満五郎と名乗らせている。萱振派粛清の後、宗房は鷹山弘頼とも対立したとみられ、天文22年（1553年）5月、弘頼は高屋城で自害した。宗房はこうした中で畠山氏家臣団における地位を上昇させていった。
また、この年に室町幕府13代将軍・足利義輝と三好長慶が戦った際は、宗房は丹下盛知と共に三好方の援軍に赴いている。
弘治3年（1557年）1月、「河内安見衆・子息満五郎」の謀反が露顕したといい（『厳助往年記』）、宗房と高政の間に不和が生じていた。同年12月、筒井家内部の争いにより筒井順慶が宗房の居城・飯盛城に逃れてくる。永禄元年（1558年）2月、宗房は順慶を後見して筒井城に復帰させた。この年、宗房は筒井順政と共に東大寺の堂衆と学侶の仲裁を行っており、大和に勢力を伸張していた。
永禄元年（1558年）11月、宗房と高政の間に「雑説」が生じ、高政は紀伊へ出奔した（『細川両家記』）。この年に起きた将軍・義輝と三好長慶の争いでは、この宗房と高政の対立のためか、畠山氏は長慶に援軍を送れていない。翌永禄2年（1559年）6月、三好長慶が河内に攻め入り、宗房はそれに抗戦するが、同年8月には飯盛城に追い詰められ、長慶は高政を高屋城に入城させた。松永久秀を大将とする三好勢はそのまま大和に侵攻して筒井城を降すなどし、同年10月、筒井城から河内に引き返して飯盛城の宗房と交戦している。
この後、河内に明るい宗房ら抜きでの分国支配が行き詰まったためか、高政は宗房と和睦した。永禄3年（1560年）5月のこととも、同年3月に高屋城近くの富田林寺内町へ宗房から特権が与えられていることから、それ以前のことともみられる。これに対し三好長慶は河内に兵を進め、同年10月24日には高政が高屋城を、27日には宗房が飯盛城を明け渡して、堺に退去した。翌永禄4年（1563年）7月、宗房は高政や根来衆と共に紀伊から和泉に侵攻し、永禄5年（1562年）3月の久米田の戦いで三好勢に勝利して高屋城を奪還する。宗房は、三好長慶の籠城する飯盛城を攻めたが、同年5月、教興寺の戦いで湯川直光や根来衆ら畠山方が敗れると、宗房は大坂へ、子の孫五郎（満五郎）は鷹山谷へと落ち延びた（「大館記書案」）。

### 永禄の変以後
永禄8年（1565年）5月19日、三好氏により将軍・義輝が殺害される永禄の変が起きると、6月24日、宗房は越後国の上杉謙信の重臣・河田長親と直江景綱に畿内情勢を伝え、将軍足利家の再興と三好氏の打倒を求めた。この頃、畠山氏の家督は高政からその弟の秋高に引き継がれ、また宗房は遊佐姓を名乗るようになっている。7月28日には義輝の弟・覚慶（義昭）が奈良を脱出し近江和田城に逃れており、8月6日、宗房は三好氏が足利義維を擁立する前に足利義昭が家督を継承できるよう、薬師寺弼長に協力を求めている。
三好三人衆と松永久秀が対立すると、畠山氏は久秀と結ぶ。永禄8年（1565年）12月、遊佐長教の子・信教が松永久秀に対し、安見一族の安見右近を久秀のもとに長々召し置くよう伝えている。永禄9年（1566年）2月、畠山氏と久秀に和泉の松浦孫八郎を合わせた連合軍は、堺近くの上野芝における戦いで三好義継に敗れた。
永禄11年（1568年）、織田信長に擁立された足利義昭が上洛し将軍に就任すると、畠山氏は高屋城を回復した。この後宗房は、永禄13年（1570年）1月時点で奉公衆に取り立てられていることがわかるが、それ以後の消息は不明。天正5年（1577年）12月25日に宗房の所持していた品が津田宗及らの茶会で披露されていることから、この頃までに没したとみられる。
また、宗房は永禄年間に狭山池の修理に着手したが完成できなかったという。
江戸時代には宗の字を通字とする安見氏がおり、末裔である可能性がある。

## 俗説
宗房に関する俗説に、名前を安見美作守直政とし、遊佐長教の死後、河内守護代に任命されたとするものがある。しかし、一次史料で確認できる名は安見美作守宗房であり、直政の名は『足利季世記』などの軍記物にも見当たらない。一方、『五畿内志』には永禄期の私部城（交野城）主として安見直政の名があり、『姓氏家系大辞典』には畠山高政に属した交野城主として安見図書助直政の名が記されている。「保見氏系図譜」には私部城主として安見直政の名があるが、「保見氏系図譜」は19世紀前半に作成された偽文書「椿井文書」の一つであり信用することはできない。
宗房の守護代就任についても、『足利季世記』などの信頼性の低い史料でしか見られない。丹下盛知と署名した禁制では宗房は盛知の次位に署判し、走井盛秀との連署状でも盛秀の次位に署判していた。「天文御日記」に見える本願寺との贈答においても、畠山高政や遊佐太藤、丹下盛知、走井盛秀が本願寺側から年始の祝儀を受けるに対して、宗房は宗房側からの贈答の返礼としてのみ受けており、遊佐氏に次ぐ地位にある丹下氏や遊佐氏の被官ともいえる走井氏に比べ明らかに下位の扱いを受けている。宗房はこの後遊佐姓を名乗り他の内衆より上位の地位となったが、永禄9年（1566年）7月に遊佐信教・宗房が松浦孫八郎と交わした誓紙では、信教の宛先が「遊佐河内守殿」であるのに対し、宗房は「遊佐美作守とのへ」と記されており、河内守護代家の信教や和泉守護代家の松浦孫八郎より下位の立場であった。
また、永禄12年（1569年）、遊佐信教と共に高政の弟・秋高を当主に擁立し、高政を再度追放したとされるが、この追放劇は『足利季世記』に基づいており、その内容も永禄元年（1558年）の争いの焼き直しであり事実ではないとされる。